# 亞莉·霍奇查爾德
亞莉·羅素·霍奇查爾德（Arlie Russell Hochschild，1940年1月15日—）是美國社會學家。目前於加利福尼亞大學柏克萊分校擔任社會學教授。

## 生平

### 早期生活和家庭背景
霍奇查爾德出生於美國波士頓，是露絲‧艾爾林和弗朗西斯‧亨利‧羅賽的女兒。父親是美國大使，曾駐紐西蘭、迦納、突尼斯等國家。在她的童年生活，她便很著迷於人們如何因應內在情緒與外在社會的方式。

### 教育和學術生涯
1962年，她畢業於斯沃斯莫爾學院，碩士與博士學位則於加州大學柏克萊分校取得。霍奇查爾德深深受到社會學者厄文·高夫曼與賴特·米爾斯所影響。後者於其著作《白領》中提到了「銷售自我」（selling personality）的概念，也被後來的霍奇查爾德應用於情緒勞動中。
霍奇查爾德也致力於描繪情緒在社會生活中的影響力。其後，她與丈夫亞當‧霍奇查爾德共同撫養兩個孩子。

## 思想

### 情緒與社會
霍奇查爾德主張，人類的情感如歡樂、悲傷、憤怒、興高采烈、嫉妒、羨慕、失望，都在很大程度上受到社會影響，社會也替人們提供對於事件反映出特定情緒的原型。

### 情緒勞動
情緒勞動，指的是個人藉由管理其情緒與表達，並將其當成一種職業的表現。例如：在霍奇查爾德的著作《情緒管理的探索》中，她分析空服員的工作經驗，她們被訓練成必須要透過自己的情緒，來安撫並協助乘客面對航空過程中的不舒適經驗以及對航空安全的焦慮。
並且，霍奇查爾德也認為情緒勞動具有全球性。在後來的論文《愛與黃金》（Love and Gold）中，她分析菲律賓、墨西哥的照護移工離開自己家鄉的兒童與老人，仍然在從事照顧工作，只是對象轉為其他較富裕國家的年幼與年長者。她特別關注情緒勞動的女性移工，在接受《消費文化期刊》（Journal of Consumer Culture）採訪時，她說：「有菲律賓、斯里蘭卡、印度與墨西哥的女性離開他們的子女與長輩，來到美國、加拿大、沙烏地阿拉伯、和歐洲去照顧他們的子女與長輩。有時候甚至會聽見這些保母說『我愛這些孩子勝過於我自己的孩子。我很討厭自己得這麼說，但這是事實。』」這延伸成了一種全球照護鍊，發展中國家的女性必須拋下自己的家庭成員，前往已開發國家，照顧那些中產階級的家庭成員。

### 工作和家庭
在其他著作中，霍奇查爾德也討論到美國家庭中的情緒。
作品《第二輪班》（The Second Shift）中，她也關注家庭分工中所謂「停滯的革命」（stalled revolution）。大部分的女性現在即使婚後也選擇留在職場上，這是革命的初步結果，但相對於女性步出家庭的速度，男性選擇投入家庭的速度卻要來得更慢。這使得職業婦女必須家庭事業兩頭燒，也讓她們感受到相對剝奪感與不滿。同時，在書中她也使用了「感恩經濟學」（economy of gratitude）的詞彙來描述伴侶之間的家務分工。
在《時間麻煩》，她研究名列財富美國500強公司中的雙薪家庭，如何處理家庭中的分工矛盾。幾乎每一個人都告訴她，「我把家庭擺在第一位。」 但她認為，這些美國中產的雙薪家庭，花費很長的時間工作，「並不是因為雇主要求或財務問題，而是因為他們認為自己的的工作，比起家庭生活更重要。」 她問受訪者，你在需要幫助的時候，會得到需要的協助嗎？答案是，職場往往能給予他們更多幫助。還有，當你有成就的時候，職場與家庭誰會給你更多的獎勵？答案也是職場。也正是因為這個原因，雙薪父母像磁鐵一樣黏著工作。

### 政治和情感
霍奇查爾德的新書《本土異邦人：憤怒又悲傷的美國右派》奠基於針對路易斯安那州的茶黨支持者，長達五年的沈浸式研究，探討人們的情緒如何作用於政治中，並導致傾右的結果。

## 榮譽
2015年，她獲愛爾蘭柏林大學頒發尤里西斯勳章。
2016年，她的新作《本土異邦人》入圍美國國家圖書獎。
她的其他著作，包括《情緒管理的探索》、《第二輪班》、《時間麻煩》、《本土異邦人》，均入圍紐約時報年度暢銷書。
另外，她也曾獲古根漢、傅爾布萊特以及梅隆獎學金。

## 著作
- Hochschild, Arlie Russell. . Englewood Cliffs, New Jersey: Prentice-Hall. 1973. ISBN 9780139363856.
- . Berkeley: University of California Press. 1983. ISBN 9780520054547
- . New York, N.Y: Viking. 1989. ISBN 9780670824632
- . New York: Metropolitan Books. 1997. ISBN 9780805044713
- . Berkeley: University of California Press. 2003. ISBN 9780520214880.
- Hochschild (编). . New York: Metropolitan Books. 2003. ISBN 9780805075090.
- . New York: Metropolitan Books. 2012. ISBN 9780805088892
- . Berkeley: University of California Press. 2013. ISBN 9780520272286.
- Hochschild, Arlie Russell; Tronto, Joan; Gilligan, Carol. . Paris: Payot. 2013. ISBN 9782228908771 （法语）.
- . New York: The New Press. 2016. ISBN 978-1620972250.